# Chromna
Chromna – wieś w Polsce położona w województwie mazowieckim, w powiecie siedleckim, w gminie Zbuczyn. Ma status sołectwa.
| SIMC    | Nazwa        | Rodzaj    |
| ------- | ------------ | --------- |
| 0696332 | Ługi-Gołacze | część wsi |

Wieś szlachecka położona była w drugiej połowie XVI wieku w ziemi łukowskiej województwa lubelskiego.  W latach 1975–1998 miejscowość administracyjnie należała do województwa siedleckiego. Dawne gniazdo rodowe rodziny Chromińskich herbu Lubicz.
Wierni Kościoła rzymskokatolickiego należą do parafii św. Stanisława i Aniołów Stróżów w Zbuczynie.

## Historia
Najstarsza zachowana wzmianka o Chromnej pochodzi z 1529 roku – Księga dochodów beneficjów diecezji krakowskiej z roku 1529 (LIBER RETAXATIONUM) (Wyd. Z. Leszczyńska-Skrętowa, Wrocław 1968). W czasie okupacji hitlerowskiej we wsi mieszkał i ukrywał się żołnierz Narodowych Sił Zbrojnych st. sierż. Tadeusz Ługowski ps. "Krogulec". Brał on udział 12 marca 1944 w akcji ataku na hitlerowskie więzienie w Siedlcach, gdzie byli przetrzymywani aresztowani oficerowie XII Komendy Okręgu NSZ z Siedlec. Akcja zakończyła się pełnym sukcesem. Z Chromnej pochodził por. Bolesław Próchenko ps. „Zdanowski” – d-ca V ZWZ-AK„Wierzba” zorganizowanego w Zbuczynie w roku 1940.

### Kalendarium
- 1531 — Zapis w księdze "Nobilium omnum lan 2, Pauli et Otho lan 1/4"
- 1580 — Stanisław Chromiński i od sąsiadów swych od 4 włók, które sami orzą florenów 2, od zagrody bez roli groszy 4, od komornicy bez bydła groszy 2. Suma florenów 2, groszy 6.
- 1580 — współwłaścicielem Chromnej był Stanisław Chromiński.
- II poł. XVII w. — występuje nazwa wsi "Chromno".
- 1659 — Andrzej Chromiński w swym testamencie zapisuje Chromną i Ługi Wielkie pomiędzy swych synów Krzysztofa i Jana.
- 1759 — W Chromnej urodził się Kazimierz Bronisz Chromiński, polski bibliofil, bibliograf, nauczyciel i pisarz.
- 1 maja 1864 – Pod Chromną doszło do potyczki oddziałów powstańczych z tłumiącą Powstanie styczniowe armią carską. Por. Aksentiew wykrył w Chromnej drobny oddziałek powstańczy. Otoczył swoimi ludźmi folwark i wziął do niewoli powstańców z dowódcą Strzyżewskim. Wg Rosjan miał on być naczelnikiem wojennym powiatów łukowskiego i stanisławowskiego.
- 1880 — Wieś Chromna (Gubernia Siedlecka, powiat siedlecki, gmina Jasionka, parafia Zbuczyn) liczyła 17 domów, 98 mieszkańców i 634 morgi obszaru.